# Collagen loại II
Collagen loại II là thành phần chính cấu tao cho sụn khớp và sụn hyalin. Được hình thành bởi các chuỗi tương đồng của collagen, loại II, alpha 1.
Nó Chiếm 90% lượng collagen ở sụn khớp, và 50% lượng protein của sụn. Collagen loại II góp phần tăng sức mạnh và sự dẻo dai của sụn.
Collagen loại II hình thành sợi. Mạng lưới collagen dạng sợi này cho phép sụn bọc lấy tập hợp proteoglycan cũng như cung cấp độ bền kéo cho mô. Uống collagen loại II tự nhiên gây ra sự dung nạp bằng miệng đối với các đáp ứng miễn dịch bệnh lý và có thể hữu ích trong bệnh viêm khớp.